# Línea 550 (Lomas de Zamora)
La línea 550 es una línea de colectivos del Partido de Lomas de Zamora. Une Puente La Noria con la Estación Lomas de Zamora.
Fue originalmente operada por Empresa Zamora S.R.L, pero actualmente se encuentra operada por Grupo Autobuses Santa Fe S.R.L. junto a las líneas 540, 542, 548, 551, 552 y 553.

## Ramales
La línea 550 posee 3 ramales, en la actualidad, habiendo poseído cuatro en origen. Sus diferentes recorridos son consecuencia de una reestructuración en el transporte en Lomas, siendo operativos actualmente los ramales L,  U y M. En tanto que el Ramal J fue discontinuado por falta de unidades para desarrollar ese recorrido.

## Ramal L
El ramal L circula entre la Terminal de Ómnibus de Puente de la Noria y La estación de trenes de Lomas de Zamora pasando por la exestación Fiorito.
Recorrido de ida: Desde estación Lomas por República árabe de Siria-Boedo-Azara-Saenz-Penna-Las Heras-Avenida Santa fe-Carlos Glade-Constitución-El Plumerillo-Ejército de los Andes-Murature-Bermejo-El Plumerillo-Recondo-Larrazabal-Camino de la ribera Carlos Pellegrini-Camino negro-Rotonda-Camino negro-giro de retorno a la altura de Mayo S.A.T.A.-Camino negro entrando a terminal de Puente La noria.
Recorrido de regreso: Desde Puente La Noria por Camino negro-Ribera Sur-Larrazabal-Pilcomayo-Murature-Recondo-El Plumerillo- Bermejo-Murature-Ejército de los Andes-El Plumerillo-Constitución-Carlos Glade-Av Santa Fe-Monteagudo-Belelli-Las Heras-Baliña-Rivera-San Martín-Portela-Manuel Castro-Sarmiento-Gorriti-República de Siria hasta estación Lomas.

## Ramal U
El ramal U realiza un recorrido entre la Terminal de Ómnibus de Puente de la Noria y la estación Lomas de Zamora, pero con la diferencia de que este circula por la colectora de la Autopista Camino Negro y por calle Unamuno.
Recorrido de ida: Desde Estación Lomas por Siria-Boedo-Azara-Pereyra Lucena-12 de octubre-Unamuno-Ejército de los Andes-Pío Baroja-Baradero-Camino Negro entrando a terminal de Puente La Noria.
Recorrido de regreso: Desde Puente La Noria por Camino Negro-rotonda-Camino negro-Baradero-Pío Baroja-Ejército de los Andes-Unamuno-12 de octubre-Pereyra Lucena-San Martín-Portela-Manuel Castro-Sarmiento-Gorriti-República de Siria hasta estación Lomas.

## Ramal M
Él Ramal M realiza un recorrido Entre la Terminal de Ómnibus de Puente de la Noria y la Plaza Santa Marta en Villa Albertina Circulando por la Avenida General Martín Rodríguez.
Recorrido de ida: 
Desde La Plaza Santa Marta por Virgilio- Siguiendo por Virgilio desviándose por La Avenida General Martín Rodríguez- Siguiendo por ésta hasta  Dr. Juan M. Basco-  continuando por la calle Gabriela Mistral- siguiendo por ésta  hasta llegar a la Avenida 12 De Octubre- Luego siguiendo por 12 de octubre hasta Miguel De Unamuno- continúa por Miguel De Unamuno hasta la Avenida Ejército de los Andes- y por ésta hasta Pío Baroja- Seguiría por ésta hasta calle Baradero- continuando por Baradero hasta Camino negro hasta puente de La Noria.
Recorrido de regreso: 
Desde Puente La Noria por Camino Negro- se desvía en la calle Baradero- continúa por ésta hasta desviarse por la calle Pío Baroja- luego se desvía por la Avenida Ejército de los Andes- continuando por ésta hasta Miguel De Unamuno- Luego se desviaría en la Avenida General Martín Rodríguez- continuando por Virgilio y por esta última hasta La Plaza Santa Marta.

## Ramal J (hoy desaparecido)
El ramal J tenía un recorrido que unía la Terminal de Ómnibus de Puente de la Noria con el Supermercado Jumbo ubicado en la Av. Antártida Argentina y Av. Gral E. Frías en  Llavallol.
- Camino Negro
- Rivera Sur
- Larrazábal
- Pilcomayo
- Murature
- Ejército de los Andes
- El Plumerillo
- Constitución
- Carlos Glade
- Avenida Santa Fe
- Avenida Frías